# Thyene ogdeni
Thyene ogdeni là một loài nhện trong họ Salticidae.
Loài này thuộc chi Thyene. Thyene ogdeni được Elizabeth Maria Gifford Peckham & George William Peckham miêu tả năm 1903.